# Internationaux de Strasbourg 2014
L'Internationaux de Strasbourg 2014 è stato un torneo femminile di tennis giocato sulla terra rossa. È stata la 28ª edizione del torneo che fa parte della categoria International nell'ambito del WTA Tour 2014. Si è giocato a Strasburgo in Francia dal 19 al 24 maggio 2014.

## Partecipanti

### Teste di serie
| Nazionalità | Giocatrice        | Ranking* | Testa di serie |
| ----------- | ----------------- | -------- | -------------- |
| Stati Uniti | Sloane Stephens   | 16       | 1              |
| Francia     | Alizé Cornet      | 21       | 2              |
| Belgio      | Kirsten Flipkens  | 23       | 3              |
| Germania    | Andrea Petković   | 28       | 4              |
| Russia      | Elena Vesnina     | 33       | 5              |
| Serbia      | Bojana Jovanovski | 37       | 6              |
| Cina        | Peng Shuai        | 39       | 7              |
| Stati Uniti | Alison Riske      | 44       | 8              |

* Ranking al 12 maggio 2014.

### Altre partecipanti
Giocatrici che hanno ricevuto una Wild card:
- Claire Feuerstein
- Pauline Parmentier
- Sloane Stephens

Giocatrici passate dalle qualificazioni:

- Ashleigh Barty
- Ol'ga Govorcova
- Mirjana Lučić-Baroni
- Sílvia Soler Espinosa

## Campionesse

### Singolare
Mónica Puig ha sconfitto in finale  Sílvia Soler Espinosa per 6-4, 6-3.
- È il primo titolo in carriera per la Puig.

### Doppio
Ashleigh Barty /  Casey Dellacqua hanno sconfitto in finale  Tatiana Búa /  Daniela Seguel per 4-6, 7-5, [10-4].